# Институт импульсных процессов и технологий НАН Украины
 Институт импульсных процессов и технологий (ИИПТ) НАН Украины — научно-исследовательское учреждение Национальной Академии Наук Украины.
Создан в 1991 году на базе основанного в 1962 году Проектно-конструкторского бюро электрогидравлики АН УССР в Николаеве. Специализируется на исследованиях физико-технических аспектов высоковольтного разряда в конденсированных средах, создании на его основе высокоэффективных экологически чистых ресурсо- и энергосберегающих импульсных технологий.
ИИПТ представляет собой научно-производственный комплекс, включающий в себя собственно Институт, опытный завод, экспериментальное производство и научно-технический центр «ВЕГА». В структуре института — пять научных (электрофизических исследований; импульсных процессов превращения энергии и управления ими; импульсных методов и технологий воздействия на жидкие металлы и кристаллизующиеся сплавы; интенсификации добычи полезных ископаемых; импульсных электротехнических систем) и три конструкторских (импульсных методов очистки отливок, разрушения неметаллических материалов и обработки напряженных металлоконструкций; высоковольтных импульсных конденсаторов; импульсной обработки материалов давлением) отдела.
В ИИПТ разработано более 1000 электророзрядных технологических комплексов для литейной, металлургической, горнодобывающей и других отраслей промышленности. Созданы следующие уникальные комплексы: лабораторный парк для изучения физических процессов при электровзрыве; лаборатория силовых импульсных конденсаторов; лаборатория для исследования процессов в кернах горных пород при давлении до 500 атмосфер и температуре до 1000 °С; металлофизический и металлографический комплексы.
С 1977 года институтом издаётся сборник научных работ.